# Chichicapac
Chichicapac (possiblement del quítxua ch'ichi brot; brutícia, brut, chichi nu; braguer ple de llet; pols d'or, qhapaq el poderós Hispanitzat com a Chichicapac, Chichiccapac, Chichicápac, Chichijapac, Chichi Cápac) és una muntanya dels Andes del Perú. És un dels cims més importants de la serralada Carabaya i s'eleva fins als 5.614 msnm. El Chichicapac es troba a la regió de Puno, a la província de Carabaya. Es troba al sud-est de les grans muntanyes Huaynaccapac i Allincapac i al nord-est del llac Chaupicocha.
La primera ascensió va tenir lloc el 1959.